# Lago di Piana degli Albanesi
Lago di Piana degli Albanesi este o arie protejată (arie specială de conservare — SAC, sit de importanță comunitară — SCI) din Italia întinsă pe o suprafață de 637 ha, integral pe uscat.

## Localizare
Centrul sitului Lago di Piana degli Albanesi este situat la coordonatele 37°58′35″N 13°17′39″E / 37.976389°N 13.294167°E.

## Înființare
Situl Lago di Piana degli Albanesi a fost declarat sit de importanță comunitară în septembrie 1995 pentru a proteja 1 specie de plante și 26 de specii de animale. Situl a fost protejat și ca arie specială de conservare în decembrie 2015.

## Biodiversitate
Situată în ecoregiunea mediteraneană, aria protejată conține 4 habitate naturale: Galerii de Salix alba și de Populus alba, Fânețe de joasă altitudine (Alopecurus pratensis, Sanguisorba officinalis), Ape stătătoare oligotrofe până la mezotrofe, cu vegetație de Littorelletea uniflorae și/sau de Isoëto-Nanojuncetea, Pseudostepă cu ierburi și specii anuale de Thero-Brachypodietea.
La baza desemnării sitului se află mai multe specii protejate:
- plante (1): Leontodon siculus
- păsări (25): lăcar mare (Acrocephalus arundinaceus), lăcar-de-lac (Acrocephalus scirpaceus), fluierar de munte (Actitis hypoleucos), pescăruș albastru (Alcedo atthis), rață sulițar (Anas acuta), rață pitică (Anas crecca), rață mare (Anas platyrhynchos), fâsă de luncă (Anthus pratensis), stârc cenușiu (Ardea cinerea), rață-cu-cap-castaniu (Aythya ferina), rața moțată (Aythya fuligula), prundaș gulerat mare (Charadrius hiaticula), barză albă (Ciconia ciconia), erete de stuf (Circus aeruginosus), egretă mică (Egretta garzetta), muscar negru (Ficedula hypoleuca), pescăruș râzător (Larus ridibundus), rață fluierătoare (Mareca penelope), stârc de noapte (Nycticorax nycticorax), vultur pescar (Pandion haliaetus), corcodel-cu-gât-negru (Podiceps nigricollis), Spatula clypeata, rață cârâitoare (Spatula querquedula), fluierar de mlaștină (Tringa glareola), fluierarul de zăvoi (Tringa ochropus)
- reptile (1): Emys trinacris

Pe lângă speciile protejate, pe teritoriul sitului au mai fost identificate 36 de specii de plante, 2 specii de păsări, 1 specie de amfibieni, 1 specie de mamifere, 1 specie de nevertebrate, 2 specii de reptile.